# Pseudoanthidium beaumonti
Pseudoanthidium beaumonti là một loài Hymenoptera trong họ Megachilidae. Loài này được Benoist mô tả khoa học năm 1950.